# Божидар Ђелић
Божидар Ђелић (Београд, 1. април 1965) српски је политичар и економиста. Био је потпредседник Владе Републике Србије за европске интеграције и министар за науку и технолошки развој. У владама Зорана Ђинђића и Зорана Живковића био је министар финансија.

## Биографија

### Младост
Ђелић је рођен у Београду 1965. године као једино дете у породици. Његови родитељи су се развели убрзо по његовом рођењу и отишли да раде у иностранству, док је Божидар остао да живи са мајчиним родитељима.
Након њихове смрти 1973. године, преселио се у Париз да живи са мајком и очухом. Када је њен посао пропао, породица је запала у тешку материјалну ситуацију, па је Божидар био принуђен да истовремено ради и учи. Зарађивао је прањем судова и прозора.
Дипломирао је 1987. године на француској пословној школи „Hautes Etudes Commerciales“ и париском Институту политичких наука. Магистрирао је економију на Високој школи друштвених наука, 1988. године, као и државну управу (МПА) на Универзитету Харвард, Џ. Ф. Кенеди школа владе, 1991. године.

### Рад као финансијски стручњак
Од 1991. до 1992. године је радио као саветник Владе Пољске у области приватизације и макроекономске реформе. Био је саветник министра финансија Лешека Балцеровича и директора варшавске берзе. Учествовао је у оснивању Варшавске берзе.
Од 1992. до 1993. године био је саветник вршиоца дужности председника Владе Руске Федерације Јегора Гајдара у области макроекономске реформе и потпредседника Владе и министра приватизације Анатолија Чубајса у оквиру програма приватизације. Основао је и водио Јединицу за макроекономију и финансије у оквиру кабинета пок. потпредседника и министра финансија Бориса Фјодорова
Од 1993. до 2000. изабран, за рекордних пет година, за партнера сувласника у консултантској фирми Макензи & Цо, у Паризу и Силицијумској долини, где се специјализовао као саветник за области финансијских институција, медија и технологија. Преговарао више десетина пројеката и руководио тимовима од више стотина консултаната и клијената. Изабран за лидера Европске праксе у домену управљања фондовима и за једног од седам чланова глобалног Дигиталног савета компаније. Водио тим који је 1997. године саветовао румунског премијера Виктора Чорбеу на програму стабилизације и реформи економије.
Октобра 2000. је именован за шефа експертског тима потпредседника Савезне владе СРЈ, Мирољуба Лабуса, задуженог за израду економског програма. На том месту је остао до децембра 2000.

### Политичка каријера
Дана 25. јануара 2001. је изабран за министра финансија у влади Зорана Ђинђића. У периоду свог мандата као министра финансија од 2001. до 2003. године, створио је и управљао администрацијом од 12.000 људи и управљао буџетом од 10 милијарди евра у једној од најбржих и најуспешнијих реформи јавних финансија у земљама у транзицији.
Био је кандидат за посланика на листи Демократске странке за ванредне изборе, али није ушао у парламент.
За ванредне изборе 2007. Ђелић је био истакнут као кандидат за премијера на листи Демократске странке. Међутим, како је један од услова Демократске странке Србије за формирање коалиционе владе био да премијерско место припадне дотадашњем премијеру Војиславу Коштуници, Ђелићу је припало место потпредседника задуженог за европске интеграције. За потпредседника Владе Републике Србије изабран је 15. маја 2007. У овом периоду био је једини заменик премијера, главни преговарач за улазак Србије у ЕУ и гувернер Србије у Групи СБ.
Након ванредних избора од 11. маја 2008, је формирана нова влада са премијером Мирком Цветковићем од 7. јула у којој је Божидар Ђелић потпредседник Владе за европске интеграције и министар за науку и технолошки развој. У овом периоду био је главни преговарач за приступање Србије у ЕУ. Координирао је целокупном финансијском помоћи ЕУ. Био је задужен за израду Стратегије „Србија 2020". Био је задужен за секторе науке, технологије, иновација и конкурентности у Србији. На нивоу Владе координирао је активности у областима борбе против сиромаштва, одрживог развоја и Миленијумских циљева развоја УН. Задужен за интеграцију Рома, најрањивије мањинске групе у Србији. Руководио организацијом Универзијаде у Београду 2009.
Дана 9. децембра 2011. Божидар Ђелић је, након што Европски савет није доделио статус кандидата Србији, поднео оставку на место потпредседника Владе Републике Србије."Ова одлука није била знак пораза државне политике, већ мог схватања личне одговорности и испуњавања датог обећања. Сигуран сам да ће Србија, упркос бројним изазовима, очувати стабилност и обезбедити напредак свим грађанима.
Године 2014, Божидар Ђелић се у јануару 2014. придружио тиму водеће инвестиционе банке Лазард у Паризу, као њен извршни директор.
Светски економски форум у Давосу, уврстио је Божидара Ђелића 2004. године међу „200 младих светских лидера за период 2005- 2010“. Г
Он је 2006. објавио књигу Када ће нам бити боље.
Течно говори српски, француски и енглески језик, врло добро познаје руски и немачки, а добро пољски. Отац је две ћерке, Милене и Алме.
Септембра 2020. године искључен је из Демократске странке.